# Charcotiidae
Famille
Les Charcotiidae forment une famille de mollusques de l'ordre des nudibranches.

## Etymologie
Le nom de la famille est un hommage à Jean Charcot chef de l’expédition au cours de laquelle fut découverte l'espèce.

## Liste des genres
Selon World Register of Marine Species (14 novembre 2013), prenant pour base la taxinomie de Bouchet & Rocroi (2005), on compte quatre genres :
- Charcotia Vayssière, 1906
- Leminda Griffiths, 1985
- Pseudotritonia Thiele, 1912
- Telarma Odhner, 1934